# Кирха Санкт-Лоренц
Кирха Санкт-Лоренц (нем. Kirche Sankt Lorenz) — памятник истории и архитектуры в Сальском Калининградской области. В прошлом — лютеранская церковь, ныне руины.

## История
После завоевания Тевтонским орденом Самбии местность Бетен на северном побережье региона довольно долго оставалась опустошенной, пока вновь не была заселена крестьянами-колонистами. Для их духовного окормления в 1450 г. мастером Клаусом Галлем была построена кирха в честь святого Лаврентия – покровителя моряков, а местное поселение получило название Санкт-Лоренц.
Здание было сложено из полевого камня и кирпича, не имело хоров, обладало ризницей с севера и притвором с юга. 
В 1586 году была возведена башня, служившая ориентиром для рыбаков и купеческих судов, однако после постройки маяка Брюстерорт башня потеряла свое значение, пришла в запустение и обрушилась в 1767 году. 
В 1609 году своды нефа обвалились и были заменены деревянным потолком. В 1771–1772 годах неф был расширен в западном направлении, добавлено два окна. Интерьер включал кафедру 1575 года, алтарь 1684 года, орган, установленный в 1856-м, и колокола, отлитые в 1753 и 1796 годах.
Реставрационные работы проводились в 1832 и 1905–1906 годах. Во время последней реконструкции на месте южного притвора возвели новую башню по образцу кирхи в Нойхаузене, а также добавили фронтоны с западной и восточной сторон.
В период Второй мировой войны кирха почти не пострадала, однако в послевоенное время её использовали для сельскохозяйственных нужд. Из-за отсутствия ухода в 1970-х здание начало приходить в упадок. В начале 1980-х обрушилась крыша, а часть башни была разобрана. К концу 1980-х с западной стороны пробили квадратный вход, а с восточной пристроили сараи. К 1993 году обвалился западный фронтон, крыша отсутствовала.
23 марта 2007 года постановлением Правительства Калининградской области № 132 кирха Санкт-Лоренца была признана объектом культурного наследия регионального значения.
На текущий момент лучше всего сохранился восточный фронтон. С западной и северной сторон остались фрагменты каменных стен, а с южной — остов притвора. 

## Приход
С момента основания в 1450 г. кирха обладала собственным приходом, который сначала относился к церковному округу Шаакен, позднее – к округу Фишхаузен церковной провинции Восточная Пруссия Евангелической церкви Старопрусской унии.
После строительства собственной кирхи Раушен был выделен в отдельный приход.
В 1925 году приход Санкт-Лоренц включал 5130 прихожан в 30 поселениях.
После Второй мировой войны богослужения в кирхе прекратились.
В настоящее время кирха  в находится в ведении РПЦ.